# Power Rangers: RPM
Power Rangers: RPM is het 17e seizoen van de Amerikaanse televisieserie Power Rangers. Het seizoen is gebaseerd op de Super Sentai-serie Engine Sentai Go-onger. In de Verenigde Staten is het seizoen van 7 maart 2009 tot 26 december 2009 uitgezonden.
Aanvankelijk leek het erop dat RPM het laatste seizoen van Power Rangers zou worden, daar Disney geen interesse had de serie voort te zetten in 2010. Nadat Haim Saban de franchise echter terugkocht van Disney kwam er in 2011 toch een 18e seizoen.

## Verhaal
De serie speelt zich af in een onbekend jaar in de toekomst. Een zelfbewust computervirus genaamd Venjix, dat per ongeluk is gemaakt door een wetenschapper genaamd Dr. K, begint een nietsontziende oorlog tegen de mensheid. Met zijn leger van mechanische soldaten verovert Venjix al snel bijna de gehele wereld.
Drie jaar na de aanval van Venjix hebben de laatste mensen zich teruggetrokken in een overkoepelde stad genaamd Corinth. Wanneer Venjix zijn zinnen zet op het veroveren van Corinth, stelt kolonel Mason Truman een team samen van aanvankelijk drie elite-soldaten die bekend komen te staan als de power Rangers R.P.M. Dit team wordt geleid door Masons zoon, Scott. Ze gebruiken technologie gemaakt door Dr. K. Zij heeft deze technologie ontwikkeld toen ze lid was van een project genaamd Alphabet Soup.
Al vrij vroeg in de serie wordt het team uitgebreid naar vijf leden wanneer de aan geheugenverlies leidende Dillon en een man genaamd Ziggy zich bij het team voegen. Dillon wordt uitgekozen omdat hij Venjix-technologie in zijn lichaam heeft zitten, en zo als enige de Zwarte Ranger-krachten aankan. Ziggy wordt per ongeluk een ranger wanneer hij de morpher van de Groene Ranger omdoet om deze in veiligheid te brengen.
In een poging meer te ontdekken over Dillons verleden en zijn connectie met Venjix, verlaten de Rangers Corinth en reizen naar de nu verlaten stad Omega City. Venjix zet een val voor de rangers, maar de groep krijgt hulp uit onverwachte hoek: twee nieuwe rangers, die beide kennissen blijken te zijn van Dr. K. Ze gaan met de andere rangers mee terug naar Corinth om het team te versterken. Dr. K ontwikkeld voor de rangers tevens nieuwe zords en wapens. Ondertussen geeft Venjix zichzelf een vast lichaam zodat hij ook zelf tegen de rangers kan vechten.
Tijdens een latere missie buiten Corinth vinden de rangers de restanten van het Alphabet Soup-gebouw, en de drie Zords die hier verborgen zijn.
Tegen het einde van de serie blijkt dat de aanvallen die Venjix uit heeft laten voeren op Corinth allemaal onderdeel waren van een groter plan. Hij heeft zo onopgemerkt veel van zijn handlangers, mens/machine hybriden, de stad in gesmokkeld om Corinth van binnenuit te vernietigen. Ook Dillon is een van deze handlangers. Binnen Corinth vindt de laatste slag met Venjix plaats, waarbij hij en zijn leger permanent worden verslagen.

## Achtergrond
De titel van het seizoen werd onthuld op 11 juli 2008, toen BVS Entertainment, Inc. de naam "Power Rangers RPM" onthulde als merknaam voor "speelgoed, spellen, "geprinte media" "audio- en visuele opnames" "kleding en schoeisel."
In september 2008 werd bekend dat de Australische acteur Eka Darville, die voorheen meespeelde in Blue Water High, een rol zou gaan spelen in de serie. De productie van de serie begon ook in september 2008. Heidi Kathy Bradhurt is gecast als een extra. Her profile initially listed her as the Yellow Ranger, named "Kayla."

## Personages

### Rangers
- Scott Truman/Rode Ranger: Scott, codenaam Eagle 2, is een van de mensen die meevocht in de originele strijd om Corinth. Zijn broer, Eagle 1, verloor hierbij het leven. Hij is de rode RPM Ranger. Hij wordt gespeeld door Eka Darville.
- Flynn McAllistair/Blauwe ranger: een Schot die het altijd rustig aan doet. Hij was een buschauffeur die eigenhandig een groep vluchtelingen hielp Corinth te bereiken. Hij wordt gespeeld door Ari Boyland.
- Summer Landsdown/Gele Ranger: Summer vocht samen met Scott in de strijd om Corinth. Zij overtuigde Dillon om ook bij het team te komen. Ze komt uit een rijke familie. Ze wordt gespeeld door Rose McIver.
- Dillon/Zwarte Ranger: Dillon is een mysterieuze man die zich niets kan herinneren van zijn verleden, zelfs zijn echte naam kan hij niet herinneren. Zijn lichaam bevat Venjix-technologie, maar weet niet waar het vandaan komt. Hij is een eenling die een jaar lang naar Corinth heeft gezocht. Hij wordt gespeeld door Dan Ewing.
- Ziggy Grover/Groene ranger: Ziggy is een voormalig helper van het Scorpion kartel, een misdaadorganisatie. Hij wordt nu door leden van deze organisatie gezocht omdat hij hen verraden heeft. Hij wordt per ongeluk de Groene Ranger. Hij wordt gespeeld door Milo Cawthorne.
- Gem/Gouden Ranger: Gem en zijn tweelingzus Gemma zijn net als Dr. K. opgevoed in het Alphabet Soup-gebouw. Dr. K. zag hen voor het laatst toen ze met de zilveren en gouden ranger prototypes begonnen te trainen. Gem komt de andere Rangers te hulp in Omega City, en voegt zich daarna bij hen. Hij wordt gespeeld door Mike Ginn.
- Gemma/Zilveren Ranger: de tweelingzus van Gem. Ook zij kende Dr. K. van Alphabet Soup. Ze wordt gespeeld door Li Ming Hu.

### Bondgenoten
- Kolonel Mason Truman: Scott’s vader en de bevelhebber van het team.
- Dr. K: de wetenschapper die de power rangers technologie heeft ontwikkeld. Ze praat aanvankelijk alleen met de rangers via een computer, die haar stem zo vervormd dat iedereen denkt dat ze een man is. Ze is ook nogal gevoelig als het gaat om haar ranger technologie. Ze is tevens de rangers' mentor. Later in de serie wordt onthuld dat Dr. K verantwoordelijk was voor de creatie van Venjix. Als kind was ze al hoog begaafd, en werd daarom gerekruteerd voor een project genaamd Alphabet Soup, dat tot doel had Power Rangers technologie te maken. Ze mocht echter nooit meer contact krijgen met de buitenwereld. Om te ontsnappen maakte ze het Venjix-virus om de computers van Alphabet Soup tijdelijk onklaar te maken, maar ze werd betrapt voor ze een firewall kon installeren die moest voorkomen dat Venjix ook computers buiten het gebouw zou infecteren. Haar echte naam is zelfs voor haar een mysterie. Na de serie begint ze samen met Ziggy een school.
- Tenaya 7: Ze is een mens met Venjix technologie. Venjix heeft zelf de aanpassingen aan haar doorgevoerd waardoor ze een meedogenloze machine werd. Zij blijkt de verloren zuster van Dillon te zijn. Nadat ze dat zich realiseerde stapte ze over naar de kant van de rangers om ze te helpen Venjix te vernietigen. Uiteindelijk staat ze weer aan de kant van Venjix als Tenaya 15.
- Corporaal Hicks: kolonel Mason's rechterhand. Hij blijkt in de climax van de serie een van Venjix' hybriden te zijn.
- Vasquez: een medewerkster van kolonel Truman. Ook zij blijkt in de climax van de serie een van Venjix' hybriden te zijn.

### Schurken
- Venjix: een agressief zelfbewust computervirus dat drie jaar voor aanvang van de serie een oorlog begon tegen de mensheid. Hij commandeert een groot mechanisch leger vanuit zijn fort op een eiland. Hij kan nu ook in een robot veranderen door zichzelf in die robot te "downloaden".
- Tenaya 15: Tenaya 7 die is geherprogrammeerd naar Tenaya 15. Al haar herinneringen zijn gewist waardoor ze niet meer weet dat ze de zus van Dillon is en daardoor staat zij weer aan de kant van Venjix.
- Generaal Shift: een van Venjix’ generaals.
- General Crunch: de tweede van Venjix’ generaals. Hij is niet al te slim en raakt makkelijk in de war.
- Grinders: Venjix's mechanische soldaten.
- Venjix Drones: gevechtsvoertuigen van Venjix’ leger.

- De Kartels: vijf criminele organisaties die actief zijn binnen Corinth (de Scorpion; Roland's Blue Crew; Spike, Mike, en the Boys; The Southtown Sweettooths; en The Yo-Yo Brothers) Zij zijn de enige schurken in de serie die niet voor Venjix werken. Ziggy staat diep in de schulden bij Fresno Bob, de leider van de Scorpion-Kartel.

## Zords
De Rangers gebruiken zords die allemaal een combinatie zijn van een dier en een voertuig. Deze kunnen onderling verschillende combinaties vormen. De megazords zijn:
- High Octane Megazord: de primaire megazord, gewapend met een zwaard. Kent verschillende combinaties.

- Valvemax Megazord: de megazord van de groene en zwarte rangers.

- Zenith Megazord: De megazord van alle 6 de zords bij elkaar.

- Mach Megazord: de megazord van de zilveren en gouden rangers.

- SkyRev Megazord: een megazord opgebouwd uit alle 7 zords van bovengenoemde formaties

- PaleoMax Megazord: een megazord opgebouwd uit drie PaleoMax-zords.

## Trivia
- De leider van de Scorpion kartel-bende is in het vorige seizoen de blauwe ranger geweest. Kijkers die vaak naar de Power Rangers series kijken zullen dat gaan opmerken. Hierdoor kan het zijn dat er geen team-up komt met de vorige rangers, iets wat in het vorige seizoen ook al niet gebeurde. Dit kan het einde betekenen van deze traditie.

- Gemma is de eerste vrouwelijke ranger die later bij het team komt en blijft, voorheen waren het allemaal mannen. Er zijn wel nieuwe vrouwen bij het team gekomen in de vorige seizoenen, maar zij vervingen allemaal andere vrouwelijke rangers en die worden, in deze veronderstelling, niet gezien als een nieuwe vrouwelijke ranger. Kat uit seizoen 13 was maar kort een ranger, maar wel een nieuwe ranger.

- In de dubbele aflevering Clash of the Red Rangers van de serie Power Rangers Samurai heeft Scott Truman een gastrol, en wordt bekendgemaakt dat RPM zich afspeelt in een andere tijdlijn dan de overige Power Rangers-seizoenen. Daarmee is RPM de eerste Power Rangers-serie die geen deel uitmaakt van hetzelfde fictieve universum als de overige Power Rangers-series.